# Colibri thalassinus
Colibri thalassinus là một loài chim trong họ Chim ruồi.

## Hình ảnh

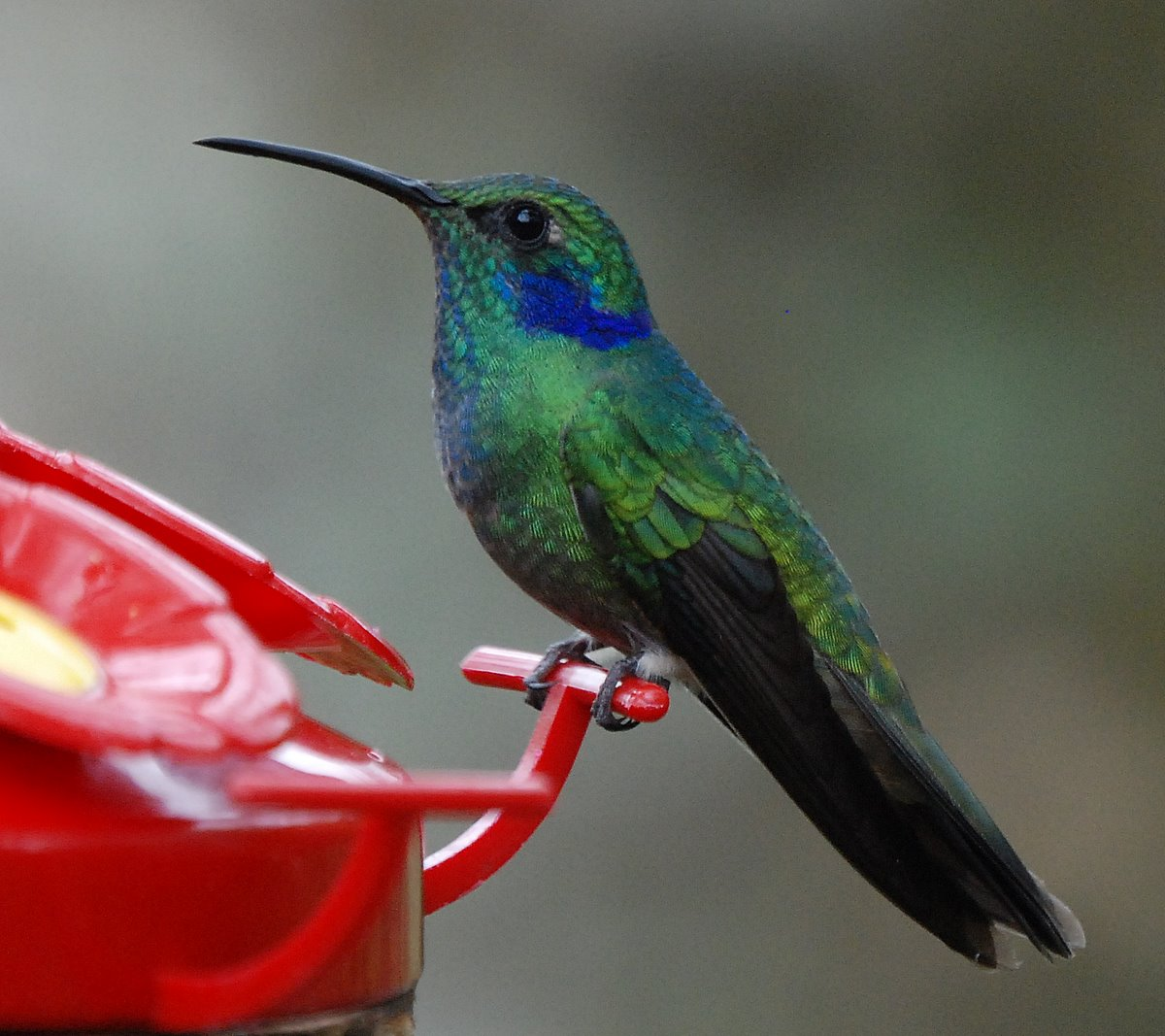
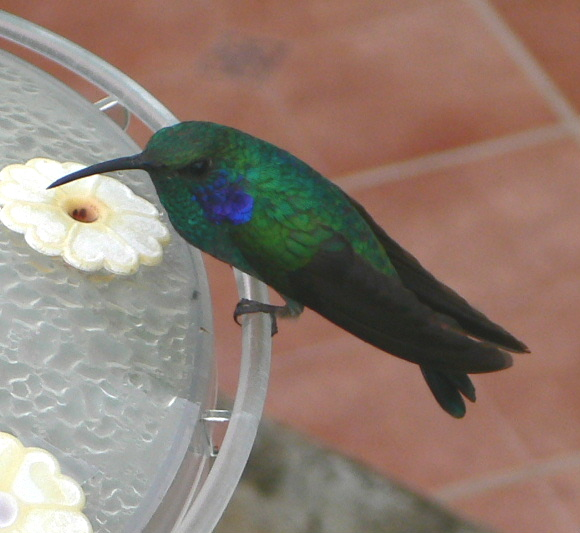
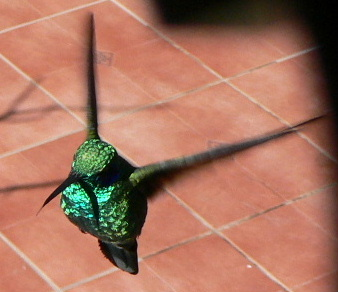
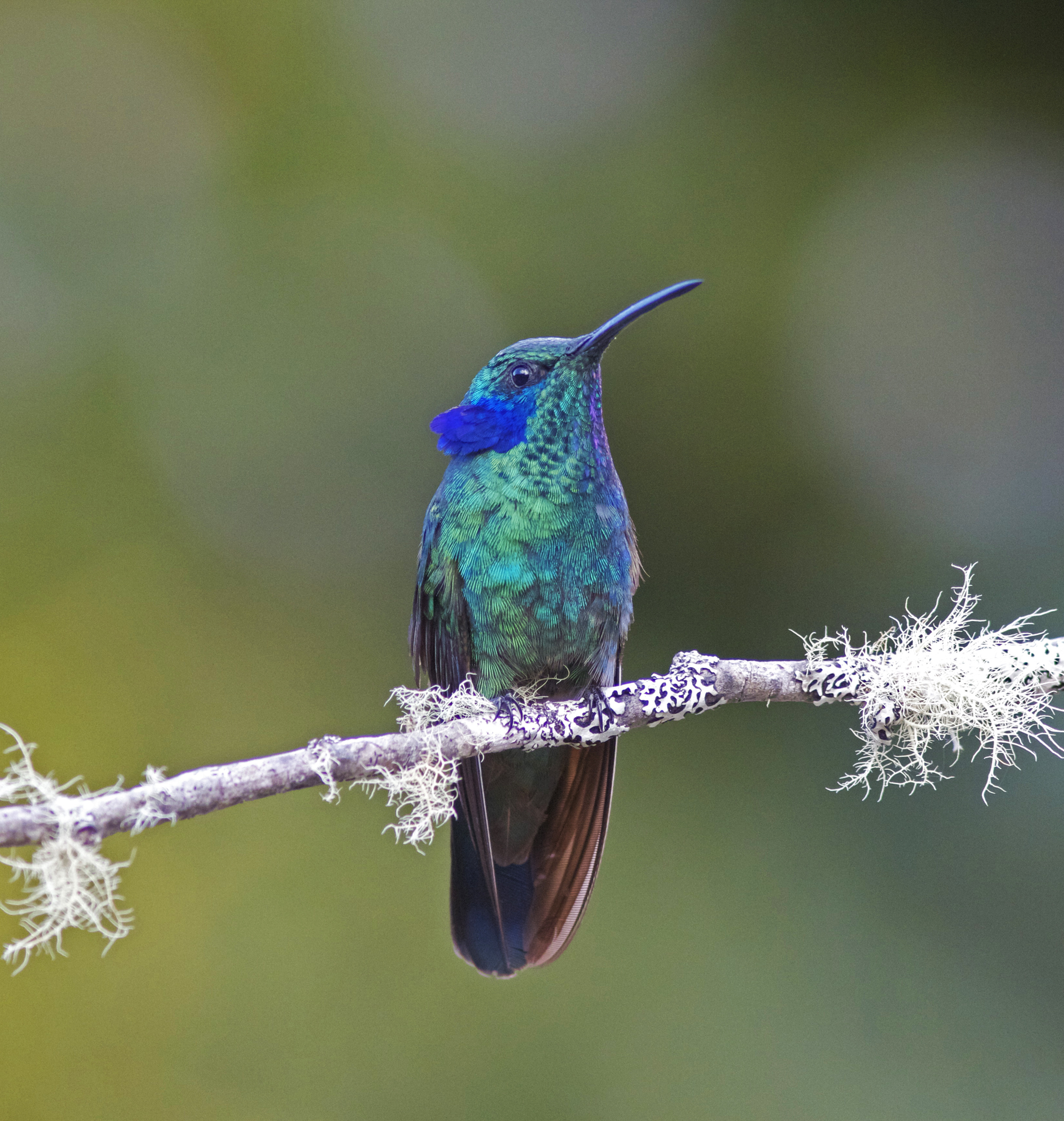
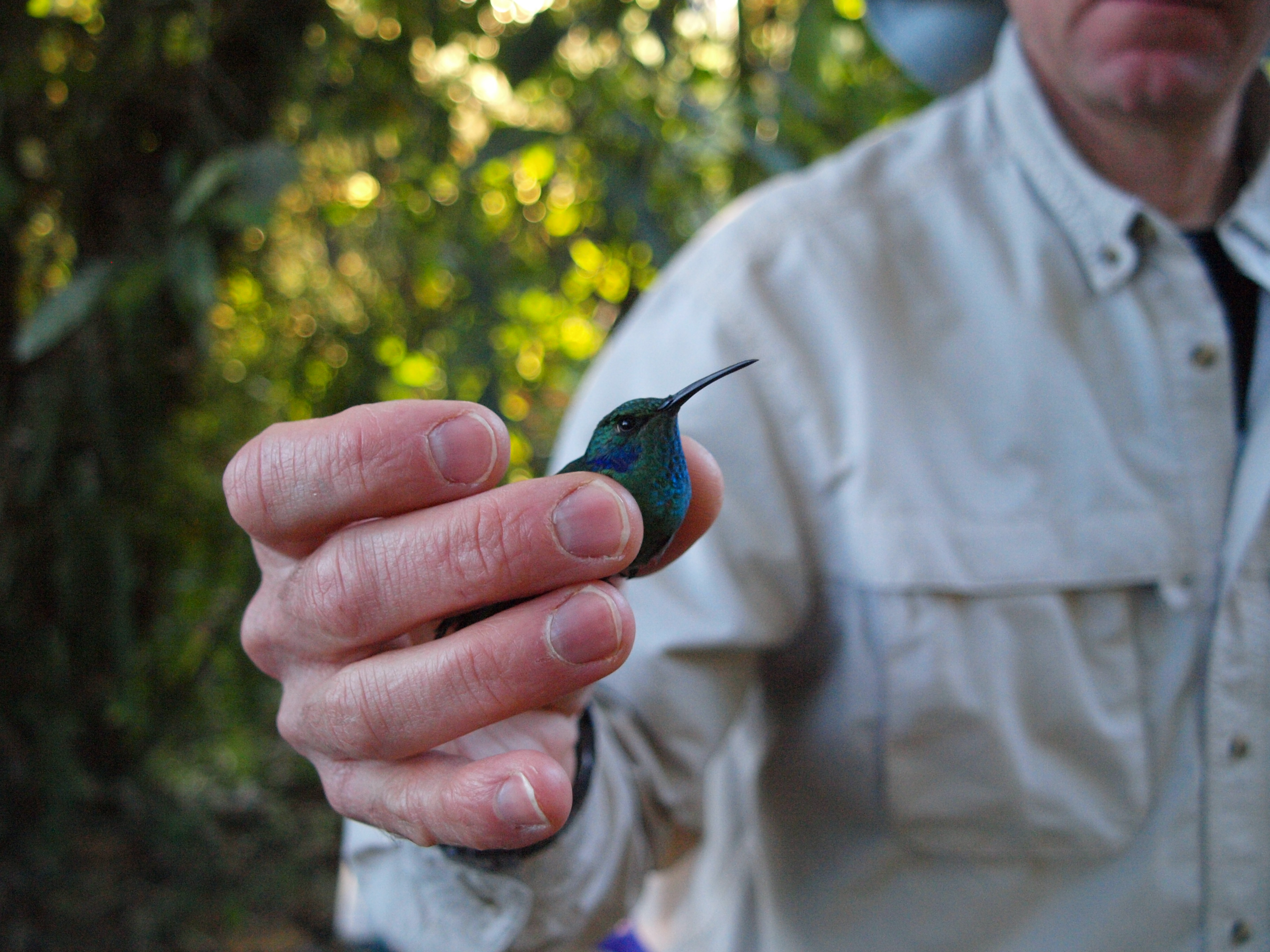